# San Girolamo (Ribera San Martino)
Il San Girolamo è un dipinto olio su tela (125×100 cm) del 1651 di Jusepe de Ribera conservato nel Museo nazionale di San Martino a Napoli.

## Storia e descrizione
Intorno al 1638 Jusepe de Ribera riceve una serie di commesse che si innestano in un contesto di profondo rinnovamento della certosa di San Martino. Sotto il priorato di Giovanni Battista Pisante, il pittore spagnolo fu tra i più importanti artisti dell'ambiente napoletano ad esser chiamato nella monumentale opera di decorazione della chiesa, per la quale già nel 1637 compì la sontuosa pala della Pietà per la sacrestia, poi ricollocata nella sala del Tesoro Nuovo alla fine del XVII secolo, dov'è tuttora.
Le commesse che interessavano il pittore riguardavano la realizzazione di una serie di quattordici tele con profeti, da collocare lungo la navata della chiesa, realizzate tra il 1638 e il 1643, il piccolo rame col San Bruno riceve la Regola, sempre del 1643, e altre tre tele che, a causa anche della malattia che colpì lo Spagnoletto proprio a partire dal 1643, verranno consegnate solo nel 1651. Queste ultime opere erano quindi il grande quadro della Comunione degli apostoli, per la parete laterale del coro della chiesa, e due dipinti destinati invece agli appartamenti privati del priore (oggi Museo nazionale di San Martino), pagati 100 ducati cumulativi (di cui era compreso il piccolo rame su San Bruno), il San Girolamo e il San Sebastiano.
Si tratta di uno dei soggetti più frequenti nel catalogo del Ribera: in questa versione il santo è raffigurato a mezza figura di profilo con lo sguardo sullo spettatore, in età anziana con le epidermidi particolarmente severe, rugose e rinsecchite, atto a scrivere le traduzioni della Bibbia in latino.
Sul foglio che tiene nella mano sinistra è impressa la firma del pittore e la data di esecuzione: «Jusepe de Ribera espanol / F. 1651».
A Napoli sono conservate altri tre dipinti sul santo: San Girolamo e l'angelo del Giudizio, oggi al Museo di Capodimonte, e il San Girolamo che legge, oggi alle Gallerie dell'Accademia.